# Hallowed be thy name
"Hallowed Be Thy Name" er en sang, der oprindelig blev skrevet af Steve Harris til et album fra 1982, The Number of the Beast med Iron Maiden. Vokalen bliver udført af Bruce Dickinson. Den er senere indspillet i liveversioner på Live After Death, A Real Dead One, og Flight 666 og har siden 1983 været et fast indslag ved Iron Maidens liveoptrædener.

## Handling
Sangen handler om en person, der skal hænges. I starten er personen ikke bange, men efterhånden indser han, at han rent faktisk er rigtig bange for at dø. Kompositorisk er den i starten stille og i langsomt tempo, mens der bliver sunget om at personen bliver ført hen til galgen. Efterhånden som denne nærmer sig galgebakken, stiger intensiteten og tempoet, og personen begynder at spørge sig selv hvorfor han græder, og om der mon er sket en fejl. Han ønsker at det hele er en drøm. Da personen til sidst i sangen bliver hængt, bliver der sunget 'helliget blive dit navn' to gange, hvorefter han dør, tempoet falder og sangen slutter.  

## Omtale
Bruce Dickinson har udtalt at sangen er 'fantastisk' og at når bandet spiller nummeret live, er det som at fortælle en film til tilskuerne.
Hallowed be thy name er blevet omtalt som en af de bedste heavy metal-kompositioner nogensinde , ligesom albummet sangen blev skrevet til, af mange anses for at være et af de bedste og mest indflydelsesrige heavy metal-albums nogensinde.

## Musikere
- Bruce Dickinson – sang
- Dave Murray – guitar
- Adrian Smith – guitar (album version)
- Janick Gers – guitar (live version)
- Steve Harris – bas guitar
- Clive Burr – trommer (album version)
- Nicko McBrain – trommer (live version)